# Saratov
Saratov (ru. Саратов) este cel mai mare oraș și centrul administrativ al regiunii Saratov, Rusia, este totodată un port major pe Volga. La recensământul rus din 2021, Saratov a înregistrat o populație de 901,361 locuitori, plasând orașul pe locul 17 din țară.

## Istorie

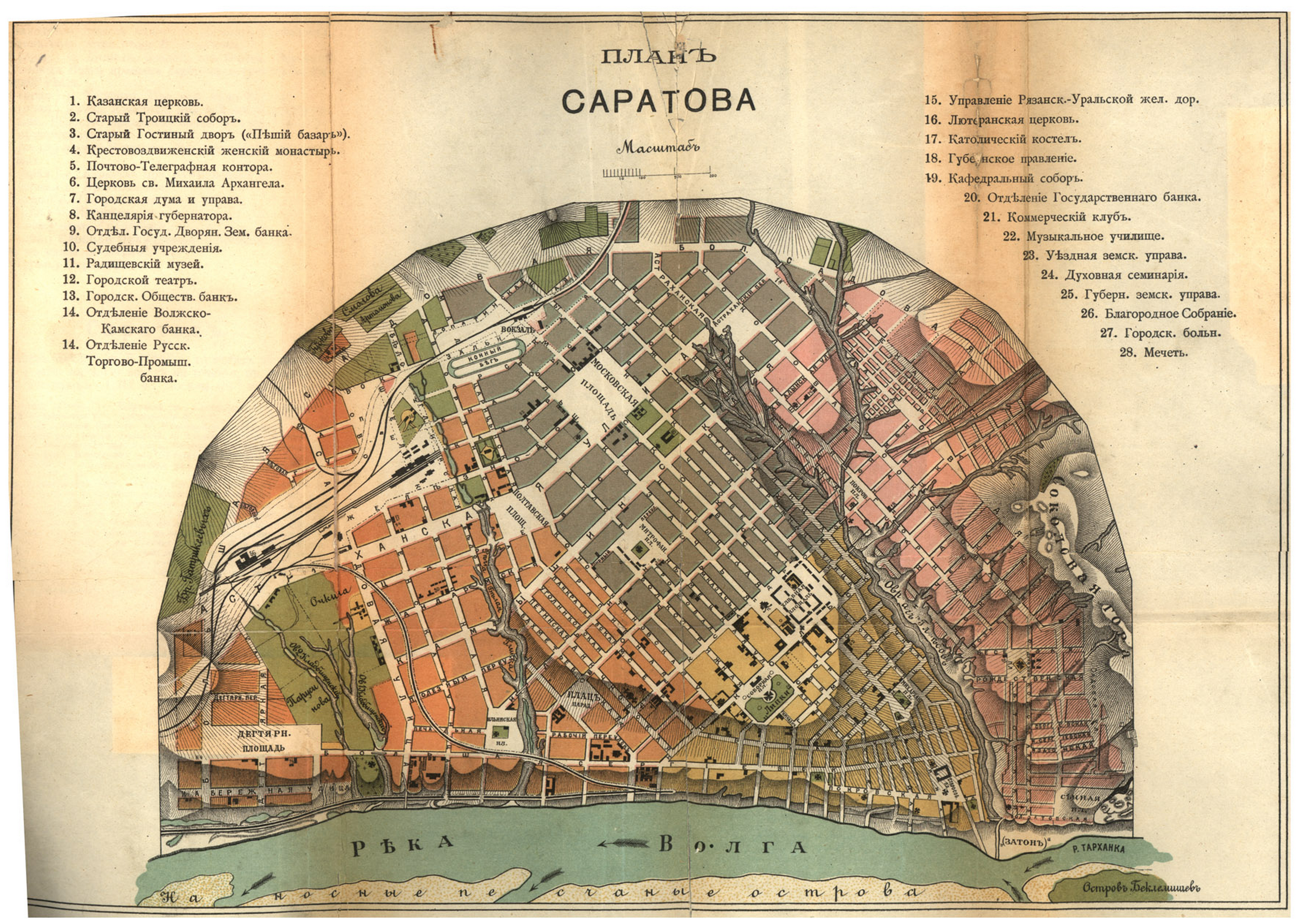
Hartă a orașului Saratov în 1903, (ediție rusă).

Data exactă a fondării orașului modern Saratov este necunoscută, teorii plauzibile o datează în jurul anului 1590. în timpul domniei a țarului Fiodor Ivanovici (1584–1598), care a construit mai multe așezări de-a lungul râului Volga pentru a asigura că granița de sud-est a statului său era apărată. Statutul de oraș i-a fost acordat în 1708.
Până în anii 1800, Saratov devenise un important port maritim pe Volga. Calea ferată Riazan-Ural a ajuns la Saratov în 1870. În 1896, linia a traversat Volga și și-a continuat expansiunea spre est. Un feribot unic, deținut de calea ferată Riazan-Ural, a asigurat legătura peste râu între cele două capete ale căii ferate timp de 39 de ani, înainte de construirea unui pod feroviar în 1935.
În ianuarie 1915, când Primul Război Mondial domina agenda națională rusă, Saratov a devenit destinația convoaielor de deportare ale etnicilor germani, evrei, maghiari, austrieci și slavi, a căror prezență mai aproape de frontul de vest era percepută ca un potențial risc de securitate pentru stat.

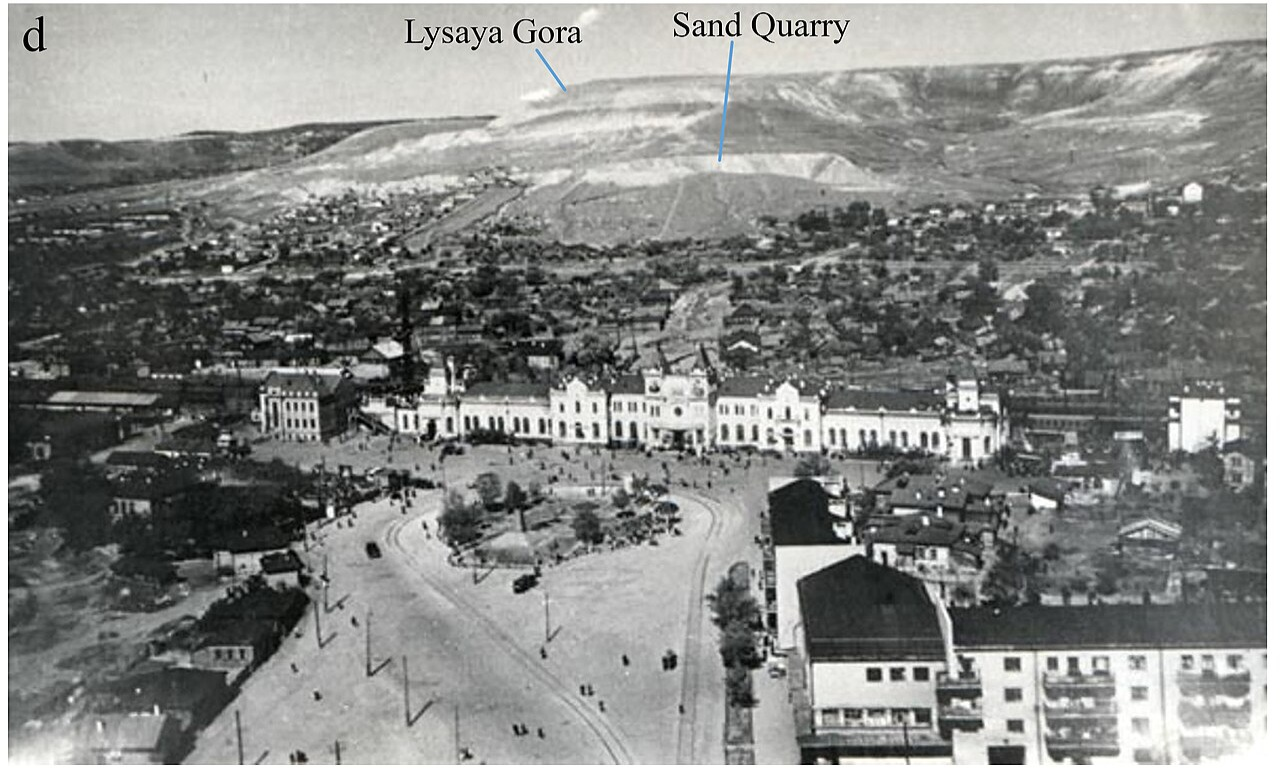
Saratov în 1941

În timpul celui de-al Doilea Război Mondial, Saratov a fost o stație pe linia nord-sud Volzhskaya Rokada, o cale ferată militară special desemnată pentru a furniza trupe, muniții și provizii către Stalingrad. În 1942-1943, orașul a fost bombardat de avioane germane. Ținta principală a fost rafinăria de petrol Kirov, care a fost puternic bombardată, avariand grav instalația și distrugând 80% din uzina și întrerupându-i temporar funcționarea. Luftwaffe a reușit să distrugă tot stocul de combustibil din bazele din Saratov și să elimine uzina de petrol din oraș.
Până la sfârșitul Uniunii Sovietice în 1991, autoritățile sovietice au desemnat Saratovul drept „oraș închis”; accesul este interzis tuturor străinilor datorită importanței sale militare, fiind locul unei instalații vitale de fabricare a avioanelor militare.

## Geografie
Saratov se află la 389 de kilometri nord de Volgograd, 422 de kilometri sud de Samara și 858 de kilometri sud-est de Moscova.

### Climă
Saratov are o climă temperat-continentală, cu veri calde, o climă relativ uscată cu tot cu o abundență de zile senine. Cea mai caldă lună este iulie, cu peste 23°C, iar cea mai rece; februarie cu -8°C.
Verile din Saratov sunt calde; peste 30°C ziua. Cea mai mare valoare a temperaturii a fost înregistrată în 2010, într-o caniculă. Temperatura era de 40,9°C.
Iarna este dominată de gheață și zăpadă, cu zile cu temperaturi sub 0°C și nopți de sub 25°C.

## Economie

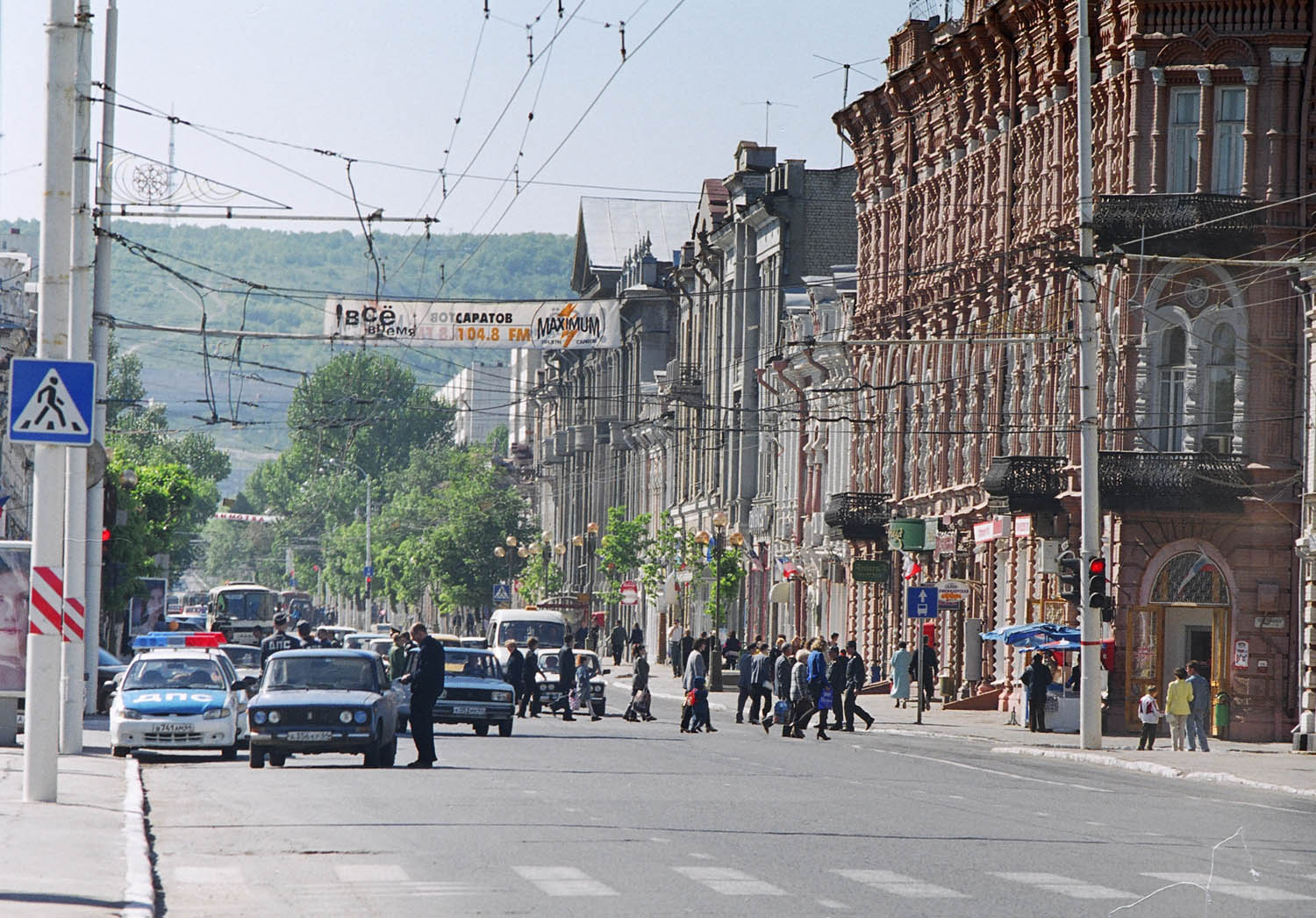
Strada Moskovskaya în Saratov

Regiunea Saratov este puternic industrializată, în parte datorită bogăției de resurse naturale și industriale a zonei. Regiunea este, de asemenea, unul dintre cele mai importante și mai mari centre culturale și științifice din Rusia. Saratov deține șase institute ale Academiei Ruse de Științe, douăzeci și unu de institute de cercetare, nouăsprezece institute de proiecte, precum și Universitatea de Stat din Saratov, Universitatea Socio-Economică de Stat din Saratov, Universitatea Tehnică de Stat din Saratov și numeroase laboratoare științifice și tehnologice atașate unora dintre marile întreprinderi industriale ale orașului.

### Transport
Saratov este deservit de Aeroportul Saratov Gagarin (deschis pe 20 august 2019, înlocuind Aeroportul Saratov Tsentralny). Aeroportul deservește zboruri atât către destinații internaționale, cât și interne. Saratov Vest este un aerodrom de aviație generală. Industria aerospațială este deservită de aeroportul Saratov Sud. Baza aeriană Engels-2 din apropiere este principala bază pentru bombardierele strategice rusești Tu-95 și Tu-160. Autostrăzile leagă Saratov direct de Volgograd, Samara și Voronej. Căile ferate joacă, de asemenea, un rol important. Calea ferată Privolzhskaya are sediul central în Saratov. Volga în sine este o importantă cale comercială de apă navigabilă. transportul public este în mare parte format din autobuze și troleibuze.

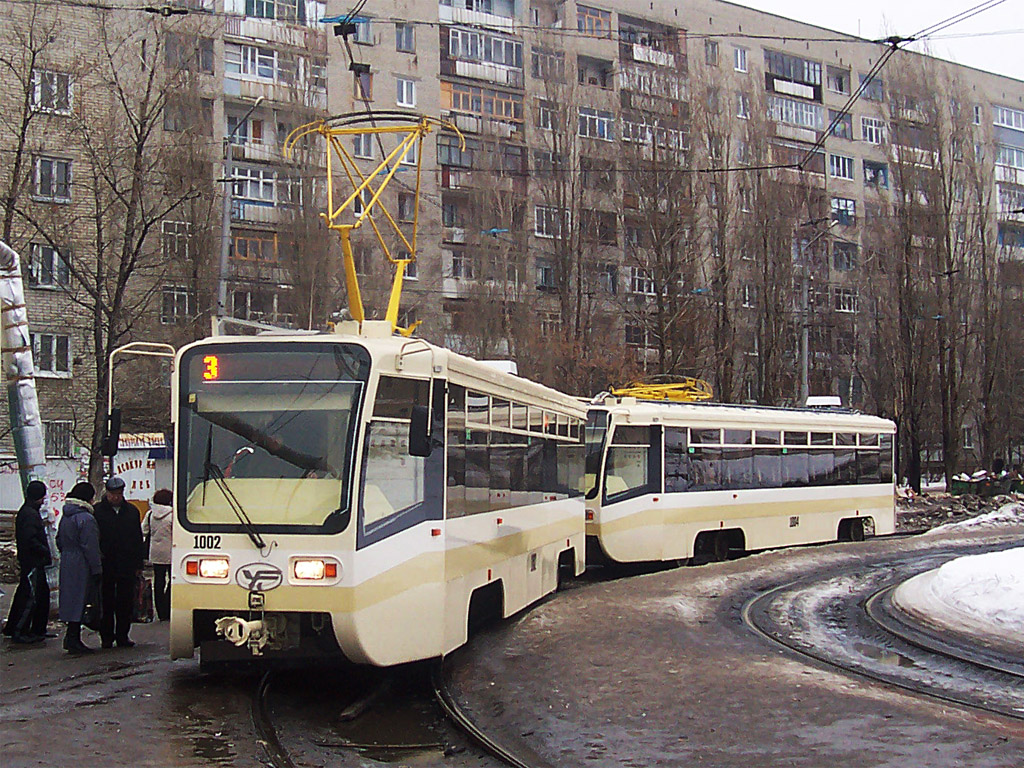
Troleibuze KTM-19

### Bugetul orașului
Informații despre cheltuielile și bugeturile orașului Saratov între perioada 2007-2017.
| Anul                         | 2007 | 2008 | 2009  | 2010  | 2011  | 2012  | 2013  | 2014  | 2015  | 2016  | 2017  |
| Buget, miliarde de ruble     | 6.38 | 9.59 | 10.45 | 10.65 | 12.15 | 12.77 | 12.00 | 12.07 | 11.06 | 14.91 | 14.84 |
| Cheltuiri, miliarde de ruble | 6.15 | 9.39 | 11,17 | 11,23 | 12,99 | 13,29 | 13,02 | 12,75 | 11,77 | 15,31 | 15,40 |
| Balanță, miliarde de ruble   | 0,23 | 0,20 | -0,72 | -0,58 | -0,84 | -0,52 | -1,02 | -0,68 | -0,71 | -0,40 | -0,57 |

## Educație

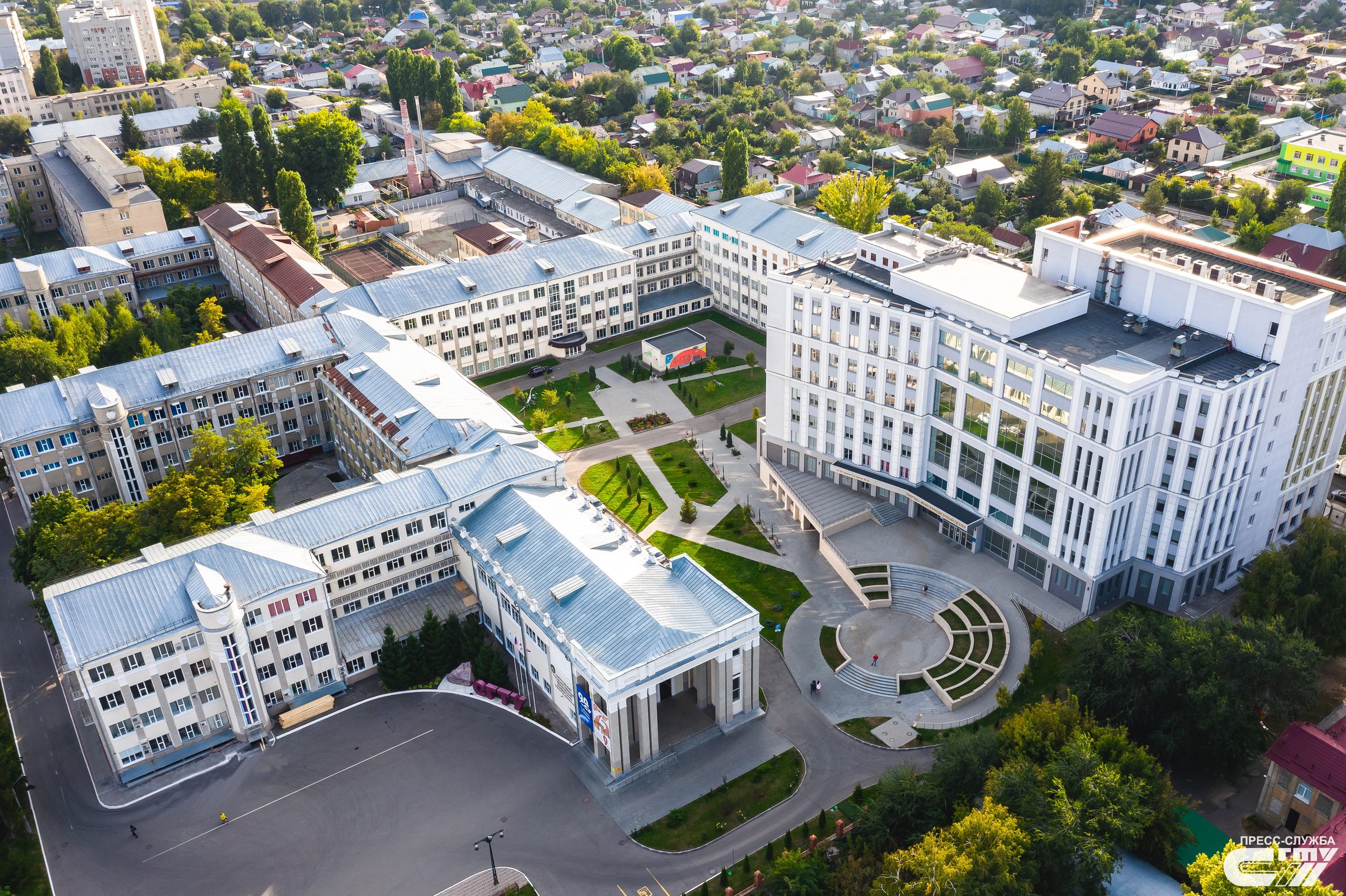
Universitatea tehnică de stat din Saratov.

Saratov găzduiește o serie de colegii și universități. Printre acestea se numără Universitatea de Stat din Saratov (1909), Universitatea Tehnică de Stat din Saratov, Universitatea Medicală de Stat din Saratov, Academia de Drept de Stat din Saratov și Universitatea Agrară de Stat din Saratov. În 2014 a fost deschis un campus recent renovat pentru Colegiul Regional de Artă din Saratov.

## Orașe înfrățite
Saratov se înfrățește cu:
- Carrboro,  Statele Unite ale Americii
- Dallas,  Statele Unite ale Americii
- Dobrich,  Bulgaria
- Wuhan,  China

## Personalități născute aici
- Nikolai Cernîșevski (1828 – 1889), luptător social, filozof materialist, scriitor, jurnalist și critic literar rus.
- Victor Borisov-Musatov (1870 – 1905), pictor rus.
- Alexei Ivanovici Rîkov (1881 – 1938), revoluționar rus și politician sovietic.
- Rahel Bluwstein (1890 – 1931), poetă ebraică.
- Konstantin Fedin (1892 – 1977), romancier și poet rus.
- Nikolai Semionov (1896 – 1986), fizico-chimist rus, laureat al Premiului Nobel pentru chimie (1956).
- Nadejda Mandelștam (1899 – 1980), scriitoare evreică rusă, soția poetului Osip Mandelștam.
- Boris Andreev (1915 – 1982), actor.
- Roman Abramovici (n. 1966), om de afaceri rus cu cetățenie israeliană.
- Evgheni Mironov (n. 1966), actor de teatru și film rus.
- Zedd (n. 1989), muzician, producător muzical și DJ rus-german.
- Anastasia Potapova (n. 2001), jucătoare de tenis din Rusia.

## Legături Externe
Materiale media legate de Saratov la Wikimedia Commons